# Shawtown (Carolina del Norte)
Shawtown es un área no incorporada ubicada del condado de Harnett en el estado estadounidense de Carolina del Norte. La comunidad se encuentra ubicada en el municipio de Lillington de condado de Harnett en el lado sur de la ciudad de Lillington.